# WordPress
WordPress (транскрипция – Уърдпрес) е написана на PHP платформа с отворен код за управление на съдържанието на сайтове (използвана и за създаване на блогове), това е система за управление на съдържанието (CMS) и е базирана на PHP и сървър бази данни MySQL. Системата може да се ползва по два начина: или директно на Интернет сайт, на който е инсталирана или например в сайта WordPress.com, или за индивидуална употреба – Wordrpress пакета се инсталира на собствен компютър и компютърът изпълнява функциите на сървър. WordPress предлага лесен и интуитивен административен панел, който е полезен за обикновените потребители. Същевременно отвореният код предлага голяма свобода на специалистите. Също така цялата система предлага огромен набор от безплатни или също платени (относително евтини) шаблони, които са два вида, „теми“ (themes) и разширения (plugins).

## Възможности
Тази система е използвана при създаването на 26,3% от всички сайтове, а в началото на 2021 година WordPress задвижва повече от 39,5% от уеб сайтовете в Интернет пространството. Съгласно World Wide Web Technology Surveys към март 2016 г., WordPress е най-популярната система за автономни блогове. Високата популярност се дължи на това, че WordPress предлага:
- Възможност за публикуване с помощта на програми от трети страни;
- Лесно инсталиране и конфигуриране;
- Поддръжка на RSS, Atom, trackback, pingback;
- Подключаеми разширения (plugins) с уникално проста система за взаимодействие с кода; поддръжка на така наречените „теми“, позволяваща лесна промяна както на външния вид, така и на начина на представяне на данни;
- „Темите“ са реализирани като набор от файлове-шаблони, което влияе положително на скоростта и гъвкавостта;
- Огромни библиотеки от „теми“ и „плъгини“;
- Зададеният архитектурен потенциал позволява лесното реализиране на комплексни решения.

## Функционалност
WordPress притежава web-базирана система от шаблони (web template system), която използва т.нар. шаблонен процесор (template processor).

### Графични теми
Платформата предлага огромен набор от теми, които придават различен облик и функционалност на даден блог. Различните теми не променят съдържанието и не нарушават целостта на сайта. Част от тях са платени, а друга са със свободен или ограничен достъп. Освен това съществува възможност потребителят сам да създава и развива свои собствени теми. Всеки WordPress сайт изисква избор на поне една тема. Всяка тема трябва да бъде създадена съгласно стандартите на WordPress използвайки структуриран PHP, валиден HTML и CSS. С цел подобряване на функционалността, PHP, HTML и CSS кодът в темите може да бъде добавян или променян. Системата предлага две различни възможности за инсталирането на дадена „тема“:
1. през самата система
2. чрез FTP (file transfer protocol).

За по-добра скорост на зареждане сайтът трябва да използва по-лека тема, без излишен маркъп. Една от по-честите грешки е да се използва дизайн с много компоненти и функционалности, от които ще се използват по-малко от половината. Това е проблем, защото независимо дали се използва всичко или не, темата ще зареди огромно количество .js и .css файлове, нужни за работата на всички елементи.

### Разширения (plugins)
Архитектурата на WordPress използва разширения (plugins). До момента (2016) съществуват 44 160 различни добавки, всяка от които предлага собствени функции и характерни черти. Разширената функционалност позволява на потребителите да приспособят сайта си към своите специфични нужди. Тези персонализации варират от оптимизация за търсачки до клиентски портали (client portals), използвани за показване на лична информация при влизане в профила на потребителите, както и системи за управление на съдържанието, или функции за показване на съдържанието като например добавяне на джаджи (widgets) и навигационни ленти (navigation bars). Трябва да се има предвид, че не всички налични разширения са съвместими с последната налична версия на WordPress и поради това тези приставки може или да не функционират правилно, или изобщо да не работят.
Разширенията са с отворен код и могат да бъдат свободно променяни от програмистите. Голяма част от тях са безплатни, а други са платени или с ограничен достъп.

### Уиджетс (джаджи)
Това са малки модули, които се поставят в различни части на сайта, като заглавка (header, хедър), бележки в дъното на страницата (footer, футър) или странична лента на менюто (sidebar) на блога, чрез опцията плъзгане-и-пускане (drag-and-drop) през административния панел. Някои от тези джаджи предлагат възможността да се поставят в блога поле за търсене, календар, категории, архиви, най-нови теми (съобщения, пост) и допълнителни линкове към други сайтове.

### Мобилни устройства
Има разработени приложения за различни мобилни устройства с разнообразни операционни системи: WebOS, Google Android, iOS, Windows Phone и BlackBerry, които са разработени от Automattic и предлагат ограничен набор от възможности. Като например:
- добавяне на нови теми (съобщения, пост)
- страници
- коментиране
- модериране на коментари
- отговор на коментари.

### Поддържани езици
Към април 2016, последната версия на Wordpress е преведена изцяло на 56 езика, измежду които и български. Има започната работа по превода на още около 90 езика. Пълен списък на превежданите езици, нивото на завършеност на превода, както и преводаческите екипи може да бъде намерен на официалната страница на проекта.

### Други възможности
WordPress също така предлага интегрирано управление на връзките (integrated link management); „приятелски“ търсачки (search engine–friendly); структура, базирана на постоянна връзка (препратка) (Permalink); възможност да се присвоят няколко категории към статиите; поддръжка за обозначаване на етикети на постове и статии. Автоматичните филтри осигуряват стандартизирано форматиране и оформяне на предварително зададен стил на текста в статиите (например автоматично сменяне на " " с „”).
WordPress също така поддържа стандартите Trackback и Pingback за показване на връзки към други сайтове, които сайтове от своя страна са свързани към пост или статия. Постовете в блог, създаден в WordPress, могат да бъдат редактирани в HTML с помощта на визуален редактор или с помощта на определен брой разширения, които осигуряват разнообразие от персонализирани функции за редактиране.

## Повече от 1 потребител (multi-user) и повече от 1 блог (multi-blogging)
До трета версия WordPress поддържа един блог за една инсталация, въпреки че няколко копия могат да се стартират от различни директории, ако се конфигурират да използват отделни таблици в базата данни.
WordPress Multisites e разклонение на WordPress, създадено за да позволи няколко блога да съществуват едновременно в рамките на една инсталация, но да има възможност за администриране чрез централизирана поддръжка. WordPress Multisites дава възможност за потребителите, които имат сайтове, да бъдат и домакини на техните собствени блог-общности, както и да контролират и ръководят всички блогове от едно табло (dashboard). WordPress Multisites добавя осем нови таблици с данни за всеки блог.
След трета версия на Wordpress WordPress Multisites става интегрирана част от WordPress.

## Миграция / wp-config.php
WordPress прави преместването от един сървър на друг сравнително просто благодарение на конфигурационния файл на сървъра (wp-config.php, обикновено се намира във вашата главна директория). Този файл контролира базовите настройки (за WordPress сайта включително), както и вашите настройки за връзка с базата данни. Благодарение на използването на конфигурационен файл преместването от един сървър на друг може да извършите като следвате следните основни стъпки:
- Изтеглете копие на WordPress файловете / папките (например чрез FTP).
- Изтеглете копие от асоциираната база данни. За да направите резервно копие на асоциираната база данни вижте ред „DB NAME“ в WP-config.php.
- Качете файловете / папките на новия сървър.
- Създайте нова база данни на новия сървър и импортирайте копието на sql.
- Актуализирайте WP-config.php полетата на базата данни, за да се отразят промените.

## История
През юни 2001 г. Мишел Валдриги започва работа върху „енджина“ b2/cafelog Архив на оригинала от 2011-09-02 в Wayback Machine.. Той се счита за предшественик на WordPress и бива инсталиран приблизително на 2000 блога до май 2003 г. През същата година към проекта се присъединяват Мат Муленвег и Майк Литъл и създават WordPress. Въпреки че WordPress е официално по-успешният продукт, b2evolution също активно се разработва.
През 2004 г. Six Apart променят лицензионните условия на конкурентния продукт Movable Type, което е причината много от влиятелните потребители да преминат към WordPress. Към октомври 2009 г., според доклада за пазарните дялове(CMS Market Share Архив на оригинала от 2016-04-25 в Wayback Machine.) на Open Source CMS, WordPress вече притежава най-голяма тежест на бранд сред всички open-source системи за управление на съдържанието.
Информация от януари 2015 г. сочи, че повече от 23,3% от най-популярните 10 милиона уебсайтове сега използват WordPress.
Към 20 април 2016 г. Wordpress е използван от 59,3% от всички уебсайтове, чийто управление на съдържание ни е известно. Това са 26,3% от всички уебсайтове.

### Награди
- През 2007 и 2009 г. WordPress печели наградата Packt за най-добра CMS система, предоставяща свободен достъп до своя код.
- През 2010 г. WordPress влиза в залата на славата за CMS в категорията за най-добра система с отворен код.
- През 2011 г. WordPress печели наградата на критиците за най-добра система с отворен код.

### Версии
След версия 1.0 всички останали са имена на известни джаз музиканти. Нова версия на Wordpress се публикува средно на всеки шест месеца. Към 20 май 2019 последният ъпдейт е версия 5.2.
| Легенда: | Стара версия | Стара версия, все още се поддържа | Текуща версия | Последната преглед версия | Бъдещо издание |

| Версия | Кодово име  | Дата на реализация | Бележки |
| ------ | ----------- | ------------------ | --- |
| 0.7    | 27 май 2003 | Няма               | Тази версия използва същата структура, като предшественикът си b2/cafelog. Също така продължава номерацията на версиите от последната излязла (b2/cafelog 0.6). Възможно е да се изтегли само версия 0.71-gold.                                     |
| 1.0    | Davis       | 3 януари 2004      | Добавени са постоянни връзки(permalinks), много опростена инсталация, администрация на коментарите, поддръжка на Atom. |
| 1.2    | Mingus      | 22 май 2004        | Добавена е система за разширения, която се използва до 2011 година. |
| 1.5    | Strayhorn   | 17 февруари 2005   | Добавени са множество жизненоважни функции, като възможност за управление на статични страници и нова система за създаване на шаблони. Също така е с нов дизайн направен от Михаил Хайнеман (Michael Heinemann).                                    |
|        |             |                    | |
| 2.0    | Duke        | 31 декември 2005   | Добавен е по-добър текстов редактор, нов администраторски панел, възможност за качване на снимки. |
| 2.1    | Ella        | 22 януари 2007     | Оправя множество проблеми със сигурността, също така е с обновен интерфейс, добавена е автоматична проверка на правописа и автоматично записване на публикацията.                                                                                   |
| 2.2    | Getz        | 16 май 2007        | Добавени са джаджи (widget) и е оптимизирана скоростта на работа. |
| 2.3    | Dexter      | 24 септември 2007  | Добавена е поддръжка на маркиране (tagging), нова таксономия за категориите и много поправки в кода свързани със сигурността. |
| 2.5    | Brecker     | 29 март 2008       | Голямо подновяване на таблото за управление, едновременен ъплоуд на няколко файла, подобрен текстов редактор, подобрена система разширения. |
| 2.6    | Tyner       | 15 юли 2008        | Добавени са нови функции, които правят WordPress още по-мощна система за управление на съдържание(CMS). |
| 2.7    | Coltrane    | 11 декември 2008   | Администраторският интерфейс е с напълно нов дизайн, също така е добавен автоматичен ъпгрейд и инсталиране на разширения от интерфейса за администриране.                                                                                           |
| 2.8    | Baker       | 10 юни 2009        | Добавени са автоматично инсталиране на визуални теми от администраторския панел. Въведен е редактор „CodePress“ за оцветяване на синтаксиса. |
| 2.9    | Carmen      | 19 декември 2009   | Добавени са главен бутон за връщане назад (undo), вграден редактор на картинки, актуализация на разширения. |
|        |             |                    | |
| 3.0    | Thelonious  | 17 юни 2010        | Добавени са нови Приложно-програмен интерфейс и (API) за темите, слети са двата проекта WordPress и WordPress MU, функция за правене на множество сайтове, нова тема по подразбиране „Twenty Ten“ и подновен и олекотен администраторски интерфейс. |
| 3.1    | Reinhardt   | 23 февруари 2011   | Добавена е администраторска лента, която се показва на всички страници, когато си влязъл с администраторски акаунт. Чрез лентата имате достъп до най-често използвани функции.                                                                      |
| 3.2    | Gershwin    | 4 юли 2011         | Този версия е фокусирана върху бързината на работа и олекотяването на WordPress. |
| 3.3    | Sonny       | 12 декември 2011   | Тази версия е фокусирана върху това WordPress да бъде по-лесен за използване от начинаещи потребители, както и от потребители на мобилни устройства.                                                                                                |
| 3.4    | Green       | 13 юни 2012        | В тази версия е подобрена възможността да се променя визуалната тема и е добавена интеграция с Туитър. |
| 3.5    | Elvin       | 11 декември 2012   | Добавена е поддръжка на Ретина Дисплей, избор на цвят и нова визуална тема подразбиране „Twenty twelve“. |
| 3.6    | Oscar       | 1 август 2013      | В тази версия има много визуални подобрения и нова тема подразбиране „Twenty Thirteen“. |
| 3.7    | Count       | 24 октомври 2013   | Автоматично качване на ъпгрейди за сигурността, препоръка за по-дълга и различна парола. |
| 3.8    | Parker      | 12 декември 2013   | Подобрен администраторски интерфейс и по-добра визуализация за мобилни устройства. Добавена е нова типография. |
| 3.9    | Smith       | 16 април 2014      | Подобрен е редакторът на снимки, визуализацията на галерията. |
|        |             |                    | |
| 4.0    | Benny       | 4 септември 2014   | Подобрено е управлението на снимки и видео, интерфейса за писане, по-лесна смяна на езиците и съвместимост с PHP 5.5 и MySQL 5.6. |
| 4.1    | Dinah       | 18 декември 2014   | Добавена е нова подобрена визуална тема „Twenty Fifteen“, функция за писане без разсейване, интеграция с Vine и препоръки за разширения. |
| 4.2    | Powell      | 23 април 2015      | Добавена е нова функция „Press This“ за по-лесно споделяне, подобрена поддръжка на символи от китайски и японски. |
| 4.3    | Billie      | 18 август 2015     | Тази версия е фокусирана върху подобряване на WordPress за мобилните устройства. |
| 4.4    | Clifford    | 8 декември 2015    | Подобрена визуална тема „Twenty Sixteen“ и подобрена поддръжка на самонагаждащи изображения. |
| 4.5    | Coleman     | 12 април 2016      | Добавени са бързи бутони за форматиране, по-добро оразмеряване на изображения, нови версии на Джаваскрипт (javaScript) библиотеките. |
| 4.6    | Pepper      | 16 август 2016     | Добавени са по-прегледна страница на актуализациите и подобрения по текстовия редактор – проверка за коректност на линковете и запазване на промените при писане.                                                                                   |
| 6.6    | Dorsey      | 16 юли 2024        | Създавайте и внедрявайте красиви и съгласувани елементи на дизайна в сайтовете си с WordPress 6.6. Новата опция за връщане назад при автоматичното обновяване на плъгините ви осигурява контрол, гъвкавост и спокойствие.                           |

## Разработка и поддръжка

### Основни разработчици
Мат Муленвег и Майк Литъл са съоснователите на проекта. Основните разработчици са Хелън Хю-Санди, Дион Хулс, Марк Якуит, Мат Муленвег, Андрю Оз и Андрю Накин.
WordPress е разработен също от неговата общност, включително WP тестери, група от доброволци, които тестват всяка версия. Още в най-ранен стадий те имат достъп до изграждането на неутралния софтуер, бета версиите и версиите в процес на разработка. Грешките се документират в специален mailing list или в проектния Trac инструмент.
Въпреки че до голяма степен WordPress се разработва от свързаната с него общност, WordPress е тясно свързан с Automattic, компания основана от Мат Муленвег. На 9 септември 2010 г. Automattic предаде търговската марка WordPress на новосъздадената WordPress Foundation, която е основна организация поддържаща WordPress.org (включително софтуерът и архивите за разширенията и темите), bbPress и BuddyPress.

### WordCamp конференции за разработчици и потребители
WordCamps са неофициални, национално организирани конференции, информиращи за всичко свързано с WordPress. Първото такова събитие WordCamp 2006 е в Сан Франциско през август 2006, състои се в рамките на един ден и има над 500 присъстващи. Първото събитие WordCamp извън Сан Франциско се провежда в Пекин през септември 2007.
Оттогава са проведени над 507 WordCamps в над 207 градове в 48 страни по света. WordCamp 2014 е последната официална годишна конференция на WordPress разработчиците и потребителите проведена в Сан Франциско. Оттогава е променена на WordCamp US. На 2 октомври 2010 се състои първият WordCamp в България. Първото регионално събитие е в Гърция от 30 януари 2010, като следващото е 4 юни 2011, в Тесалоники, а следващото е в Атина през 9 – 10 април 2022 . Също така WordCamp Sofia е ежегодно събитие от 2010 до 2019. През 2014 г. не се провежда WordCamp Sofia, тъй като България е домакин на WordCamp Europe 2014.

### Поддръжка
Основният сайт за поддръжка на WordPress е WordPress.org.
WordPress.org поддържа online ръководството WordPress Codex, което е и постоянно обновяващо се хранилище за информация и документация за WordPress, и WordPress Forums – активна on-line общност за WordPress потребители.

### Критика и проблемни места
WordPress прави прекалено много запитвания към базата данни, което може да доведе до загубата на производителност при недедикейтед или които не са managed хостинги. За поддръжка на голям брой посетители е необходимо да се конфигурира кеширане и да се оптимизират запитванията към използваните бази данни.
Има открити множество проблеми в сигурността на софтуера, особено през 2007 г., 2008 г. и 2015 г. Според компанията Secunia, през април 2009 г. WordPress има 7 несъвместими препоръки по сигурността (от общо 32), които достигат рейтинг едва „по-малко сериозни“. Secunia поддържа актуален списък на слабостите на WordPress.
През януари 2007 г. много популярни блогове, както и комерсиални блогове, включително AdSense, са набелязани и стават обект на експлойтове.
Направено през май 2007 г. проучване показва, че 98% от блоговете, които са направени с WordPress, са податливи на експлойт, защото използват стари или неподдържани WordPress версии. За да смекчат проблема, от компанията правят така, че софтуерът да се ъпдейтва много по-лесно – чрез автоматизиран процес „с един клик“ в пуснатата през декември 2008 г. версия 2.7.
В интервю, дадено през юни 2007 г., основателят на PHP Security Response Team, Щефан Есер разкритикува сигурността на WordPress, давайки пример с проблеми в архитектурата на приложението, които създават излишни трудности пред писането на код, защитен от SQL Injection, както и някои други проблеми. През юни 2013 г. става ясно, че някои от 50-те най-сваляни разширения на WordPress са уязвими пред обикновени уеб-атаки като SQL Injection и XSS. Специално изследване на 10-те топ разширения за електронна търговия показва, че 7 от тях не са добре защитени.
Автоматични ъпдейти са въведени с WordPress 3.7 (активират се дори без да е отворено приложението), за да се подобри сигурността и да се разпространи начина на ъпдейтване навсякъде.
Отделният клиент на WordPress може да бъде защитен чрез разширения за сигурност, които предотвратяват създаването на еднакви потребители, скриват ресурси и пречат на опитите за налучкване. Потребителите могат да се предпазят и като ъпдейтват редовно приложението и неговите разширения и теми, като използват само проверени такива, като редактират .htaccess файла, за да предотвратят много видове SQL Injection атаки и да блокират неоторизиран достъп до важни файлове. Особено важно е да се ъпдейтват редовно разширенията на WordPress, защото хакери могат да изброят всички използвани разширения от даден сайт и после да потърсят слабите им места. Ако намерят такива, могат да ги използват за да качат техни файлове (като PHP Shell Script), които събират информация.
Разработчиците могат да използват и различни средства, за да анализират потенциални слабости, като например WPScan, Wordpress Auditor и Wordpress Sploit Framework, разработени от 0pc0deFR. Тези средства търсят познатите слабости като CSRF, LFI, RFI, XSS, SQL и множество еднакви потребители, но не могат да засекат някои други. Затова е добре да се проверява кода на разширенията, темите и добавените неща от други разработчици.
През март 2015 г., много специалисти по сигурността и оптимизации на търсачки (SEO), включително Search Engine Land, обявиха, че SEO разширение за Wordpress, наречено Wordpress SEO by Yoast, което се използва от повече от 14 млн. потребители по света, има пробив, който може да се използва от хакери, за да направят Blind SQL injection.
За да се оправи това, веднага е пусната нова версия 1.7.4 на същото разширение, за да се избегнат проблеми, произтичащи от слабости в сигурността на разширението.
Минималната PHP версия за WordPress е 5.2, пусната е на 6.01.2006 г., но не е поддържана от 6 януари 2011 г.